# 米里亚娜·卢契奇-巴罗尼
米里亚娜·卢契奇-巴罗尼（1982年3月9日—）是克羅埃西亞职业网球女运动员，1997年轉職業。她的WTA生涯最高單打排名為第32（1998年5月11日）。
1999年溫布頓網球錦標賽，魯西琪-巴羅尼進入四強，為生涯大滿貫最佳單打成績，雙打方面，她曾獲得1998年澳洲網球公開賽雙打冠軍。

## 外部連結
- 米里亚娜·卢契奇-巴罗尼的国际女子网球协会官方資料（英文）
- 米里亚娜·卢契奇-巴罗尼的國際網球總會 職業／青少年 官方資料（英文）
- Fed Cup - Player profile - Mirjana Lučić-Baroni (CRO) （页面存档备份，存于）